# Ribes inerme
Ribes inerme là một loài thực vật có hoa trong họ Grossulariaceae. Loài này được Rydb. miêu tả khoa học đầu tiên năm 1900.